# Истровка (Калининградская область)
Истровка — посёлок в Гвардейском городском округе Калининградской области. Входит в состав Зоринского сельского поселения.

## Население
| 2002 | 2010 |
| ---- | ---- |
| 470  | ↗485 |

## История
Первое упоминание о населённом пункте Schaberau относится к 1400 году. Населенные пункты Zargen (Царген) и Schaberau (Шаберау) в 1946 году были об'единены и переименованы в поселок Истровка.